# Kościół św. Marii Magdaleny w Ostrowitem
Kościół świętej Marii Magdaleny w Ostrowitem – rzymskokatolicki kościół parafialny należący do parafii pod tym samym wezwaniem (dekanat Golub diecezji toruńskiej).

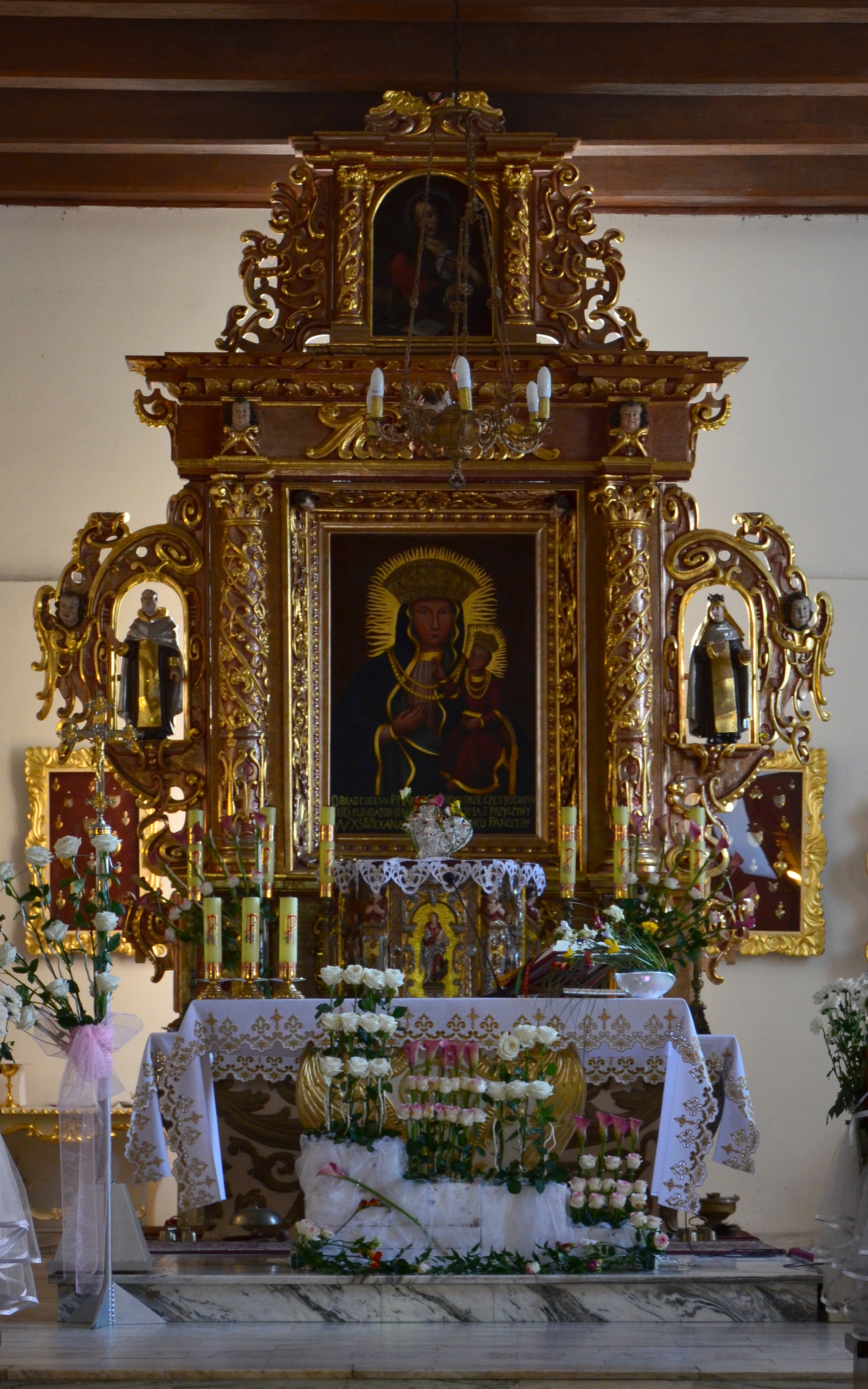
Ołtarz

Jest to świątynia wybudowana z kamienia około 1300 roku. Następnie została przebudowana w stylu późnego renesansu polskiego na przełomie XVI i XVII wieku. Wieża świątyni po przebudowie otrzymała ażurową attykę, z kolei gotyckie szczyty typu schodkowego zostały zastąpione arkadkowymi w stylu późnorenesansowym.